# C12H17NO4
化学式C12H17NO4（摩尔质量：239.27 g/mol）可能指：
- 二甲氧基亚甲二氧基安非他命
  - DMMDA，2,5-二甲氧基-3,4-亚甲二氧基安非他命，CAS号：15183-13-8 
  - DMMDA-2，2,3-二甲氧基-4,5-亚甲二氧基安非他命，CAS号：15183-26-3

|  | 这个同类索引页列出了具有相同分子式的化学物（即同分異構體）条目。 除非您是有意链接至本页，否则应将相应条目的内部链接指向正确的条目。 |